# Henrik Visnapuu
Henrik Visnapuu (né le 2 janvier 1890 à Helme et mort le 3 avril 1951 à New York) est un poète, dramaturge et critique littéraire estonien.

## Œuvres (sélection)

### Recueils de poèmes
- Amores (Tallinn 1917)
- Jumalaga, Ene! (Tartu 1918)
- Talihari (Tartu 1920)
- Hõbedased kuljused (Tallinn 1920)
- Käoorvik (Tartu 1920)
- "Ränikivi" (Tartu 1925)
- "Maarjamaa laulud" (Tartu 1927)
- "Puuslikud" (Tartu 1929)
- "Tuulesõel" (Tartu 1931)
- "Päike ja jõgi" (Tartu 1932)
- "Põhjavalgus" (Tartu 1938)
- "Tuule-ema" (Tallinn 1942)
- "Esivanemate hauad" (Stockholm 1946)
- "Ad astra" (Geislingen 1947)
- "Periheel. Ingi raamat" (Geislingen 1947)
- "Mare Balticum" (Geislingen 1948)
- "Linnutee" (New York 1950)

### Œuvres choisies
- Valit värsid (Tallinn 1924)
- Üle kodumäe (Tartu 1934)
- Kaks algust (préface d'Erna Siirak, Tallinn 1940)
- Tuuline teekond (Augsbourg 1946)
- Kogutud luuletused' I-II (compilation et préface : Arvo Mägi, Stockholm 1964–1965)
- Väike luuleraamat (compilation de Paul Rummo, Tallinn 1966)
- Mu ahastus ja armastus (compilation de Georg Grünberg), Eesti Raamat, Tallinn 1993)
- Visnapuu armastusest (sélection et épilogue : Jaanus Vaiksoo, Tänapäev, Tallinn 2003)

### Autres écrits
- Vanad ja vastsed poeedid (recueil d'articles , Tartu 1921)
- Jehoova surm (poeem, Tartu 1927)
- Parsilai (poeem, Tartu 1927)
- Meie küla poisid (comédie, Tallinn 1932)
- (avec Jaan Ainelo) Poeetika põhijooni (manuel universitaire, Tartu 1932)
- Saatana vari (roman en vers, Tartu 1937)
- Päike ja jõgi. Mälestusi noorusmaalt (Lund 1951)